# 斑馬擬麗魚
斑馬擬麗魚（学名：Maylandia zebra），為輻鰭魚綱鱸形目隆頭魚亞目慈鯛科的一個種。其种加词“zebra”意为“有斑马状纹样的”。

## 分布
本魚分布東非馬拉威湖。

## 特徵
本魚體色為淡藍色，魚體上分布著數條深藍色直條紋，條紋之間的藍邊鱗片錯落著有致。深色腹鰭上帶有藍色邊緣。雌魚和雄魚體色相同，但雌魚體色比較淡一些。背鰭硬棘16-19枚、背鰭軟條7-10枚、臀鰭硬棘3-4枚、臀鰭軟條6-9枚，體長可達11.3公分。

## 生態
本魚棲息湖泊岩石區，屬雜食性，以岩石上附著物和浮游生物等為食，具有地域性。

## 經濟利用
為高經濟價值的觀賞魚，具有許多人工改良品種。